# Kwon Han-sol
Kwon Han-sol (en hangul, 권한솔; nacida en Seúl el 27 de noviembre de 1996) es una actriz surcoreana.

## Carrera
Kwon ha señalado que sus modelos a seguir son Go Hyun-jung y Jeon Yeo-been. En enero de 2017 firmó un contrato exclusivo con Barim Entertainment, aunque posteriormente pasó a Fiftyone.K.
En 2019 protagonizó por primera vez una película, Sub-zero Wind, con el personaje de una adolescente llamada Yeong-ha que a los doce años sus padres, en trámites de divorcio, habían abandonado temporalmente; después el filme sigue su crecimiento hasta los diecinueve años (edad en que lo interpreta Kwon), siempre en condiciones difíciles. Según un observador, «fascinó a la audiencia con su delicada sensibilidad y habilidades de actuación que eran inusuales para un novato». La película, premiada en el Festival de Cine de Busan, supuso así el descubrimiento de la actriz por la crítica, y aunque recibió atención en muchos otros festivales, se estrenó en un pequeño número de salas.
En 2022 apareció en el gran éxito de taquilla Emergency Declaration como Min-jung, una joven cuya madre está en el avión atacado por terroristas, con una interpretación definida como «apasionada» por un crítico. Del mismo año es su presencia en Shooting Stars como Hong Bo-in, una relaciones públicas novata de Star Force Entertainment.
En 2023 multiplicó su presencia en televisión a través de papeles secundarios en varias series de éxito. En el episodio 9 de Delightfully Deceitful es Ho-jeong, la joven víctima de un fraude que acaba suicidándose.

## Filmografía

### Cine
| Año  | Título                            | Hangul                  | Papel             | Notas        | Ref.          |
| ---- | --------------------------------- | ----------------------- | ----------------- | ------------ | ------------- |
| 2017 | The Battleship Island             | 군함도                  | Chica de Joseon   |              | [ 2 ]         |
| 2017 | Steel Rain                        | 강철비                  | Guía norcoreana   |              | [ 7 ]         |
| 2018 | The Discloser                     |                         | Empleada de banca |              | [ 8 ]         |
| 2019 | Jo Pil-ho: el despertar de la ira | 악질경찰                | So-hee            |              | [ 7 ] [ 9 ]   |
| 2019 | Sub-zero Wind                     | 영하의 바람             | Yeong-ha          | Protagonista | [ 10 ] [ 11 ] |
| 2021 | Gentleman                         | 젠틀맨                  | Joo-yeong         |              | [ 12 ]        |
| 2022 | Emergency Declaration             | 비상선언                | Gu Min-jung       |              | [ 13 ] [ 14 ] |
| 2022 | Midnight Horror: Six Nights       | 미드나잇 호러: 6개의 밤 | Bok-nyeo          | Parte: Hall  | [ 15 ]        |

### Series de televisión
| Año  | Título                        | Papel                | Canal          | Notas         | Ref.          |
| ---- | ----------------------------- | -------------------- | -------------- | ------------- | ------------- |
| 2019 | Hotel del Luna                | Kyung-ah             | tvN            |               |               |
| 2019 | Miss Lee                      | Seo-eun              | tvN            |               |               |
| 2020 | Extracurricular               | Hye-min              | Netflix        | Serie web     |               |
| 2020 | Train                         | Lee Ji-young         | OCN            |               | [ 16 ]        |
| 2020 | School Strange Stories: Karma | Mi-jin               | TV Chosun      | Dos episodios | [ 17 ]        |
| 2021 | She Would Never Know          | Do Ye-jin            | JTBC           |               | [ 18 ]        |
| 2021 | Snowdrop                      | Han-na               | JTBC y Disney+ |               | [ 19 ]        |
| 2022 | Shooting Stars                | Hong Bo-in           | tvN            |               | [ 20 ] [ 21 ] |
| 2023 | Delightfully Deceitful        | Yeon Ho-jeong        | tvN            | Ep. n.º 9     | [ 22 ]        |
| 2023 | Moving                        | Secretaria de la ANS | Disney+        | Serie web     |               |
| 2023 | ¡Doona!                       | Song Tae-rim         | Netflix        | Serie web     | [ 23 ]        |
| 2023 | Una dosis diaria de sol       | Jung Ha-ram          | Netflix        | Serie web     | [ 24 ]        |
| 2024 | La bruja                      | Seo Da-eun           | Channel A      | Serie web     | [ 25 ]        |
| 2025 | La primera noche con el duque | Jo Eun-ae            | KBS2           | Protagonista  | [ 26 ] [ 27 ] |
| 2025 | I Am a Running Mate           | Jo Han-byeol         | TVING          |               | [ 28 ]        |